# Église Saint-Bernard-de-Menthon de Ferrette
L'église Saint-Bernard-de-Menthon est un monument historique situé à Ferrette, dans le département français du Haut-Rhin.

## Localisation
L'église est située rue Zuber à Ferrette.

## Historique
L'édifice fait l'objet d'un classement au titre des monuments historiques depuis 1902.